# Forêt nationale de Six Rivers
La forêt nationale de Six Rivers (en anglais, Six Rivers National Forest) est une forêt nationale des États-Unis située au nord-ouest de l’État de Californie. Créée en 1947 durant la présidence de Harry S. Truman, la forêt de plus de 4 000 km2 abrite de nombreux écosystèmes différents. La forêt s’étend sur les quatre comtés de Del Norte, Humboldt, Trinity et Siskiyou, dans les monts Klamath.
Son nom est issu des six importants cours d’eau qui la traversent : le fleuve Eel, la Van Duzen River (affluent du fleuve Eel), le fleuve Klamath, la rivière Trinity (affluent du fleuve Klamath), le fleuve Mad et le fleuve Smith.
La forêt compte 589 km de cours d’eau, six zones botaniques différentes et des zones de détentes pour camper, pêcher et se promener. Le quartier général des gardes forestiers est localisé dans la localité d’Eureka.